# Senjutsu Chokokaku Orion
Senjutsu Chokokaku Orion és un manga de comèdia, ciència-ficció i fantasia de Shirow Masamune publicat al Japó el 1991 per l'editorial Seishinsha. És una adaptació del mite grec de Perseu i Andròmeda i la versió japonesa de Susanoo en una ambientació ciberpunk amb elements budistes i hinduistes. És l'obra més atípica de l'autor pel tractament de la màgia com a motor tecnològic i no una interpretació tecnològica de la mitologia com va fer a Black Magic M66.
Fou publicat als Estats Units per Dark Horse, entre 1992 i 1994.
El 2010 fou adaptat a un curtmetratge animat en 3D de 150 segons de duració, fet per l'estudi d'animació Studio 4 °C.